# Ричард Овъри
Ричард Джеймс Овъри (на английски: Richard Overy) е британски историк, специалист по история на Втората световна война и Третия райх.

## Биография
Роден е на 23 декември 1947 г. в Лондон в семейството на Джеймс Хърбърт и Маргарет Грейс Овъри. Завършва Кайус колидж на Кеймбриджкия университет. Между 1972 и 1979 г. преподава история в Кеймбриджкия университет. През 1980 г. се премества в Кингс колидж на Лондонския университет, където става професор по съвременна история през 1994 г. През 2004 г. приема професура в Ексетърския университет.

## Признание и награди
- 1977 Член на Кралското историческо общество
- 2000 Член на Британската академия
- 2003 Член на Кингс колидж
- 2001 Samuel Eliot Morison Prize of the Society for Military History
- 2004 Wolfson History Prize за The Dictators: Hitler's Germany; Stalin's Russia
- 2005 Hessell-Tiltman Prize за The Dictators: Hitler's Germany, Stalin's Russia